# Cotoneaster alatavica
Cotoneaster alatavica är en rosväxtart som beskrevs av Mikhail Grigoríevič Popov. Cotoneaster alatavica ingår i släktet oxbär, och familjen rosväxter. Inga underarter finns listade i Catalogue of Life.